# Касаткин, Пётр Иванович (полковник)
Пётр Иванович Касаткин (21 декабря 1900 года, с. Тарутино, Боровский уезд, Калужская губерния — неизвестно) — советский военачальник, полковник (1942).

## Начальная биография
Пётр Иванович Касаткин родился 21 декабря 1900 года в селе Тарутино ныне Жуковского района Калужской области.

## Военная служба

### Гражданская война
В июне 1919 года призван в ряды РККА и направлен в 4-й запасной стрелковый полк, дислоцированный в Туле. После окончания полковой школы младшим командиром принимал участие в боевых действиях в районе Шенкурска (Архангельская область) на Северном фронте. В октябре того же года направлен на учёбу на 2-е Вологодские пехотные курсы, после окончания которых служил в составе Рославльского запасного стрелкового полка на должностях командира взвода и помощника командира роты, а в июне назначен на должность командира отряда в составе 154-го батальона ВЧК, и в ходе советско-польской войне принимал участие в боевых действиях под Минском.
С октября 1920 года лечился в госпитале по болезни и после выздоровления в мае 1921 года был назначен на должность командира роты в составе особого отряда по борьбе с бандитизмом, после чего принимал участие в ходе подавления восстания под командованием А. С. Антонова на территории Кирсановского уезда (Тамбовская губерния).

### Межвоенное время
С августа 1921 года Касаткин служил на должностях командира взвода, помощника командира и командира роты в 18-м стрелковом полку (6-я стрелковая дивизия, Московский военный округ).
В 1923 году окончил повторные курсы среднего комсостава Московского военного округа, а в 1927 году — повторное отделение комсостава при Московской пехотной школе имени Ашенбренера.
В январе 1928 года назначен на должность курсового командира в Иваново-Вознесенской, а в октябре 1930 года — на эту же должность в Бакинской пехотных школах.
В мае 1931 года П. И. Касаткин направлен на учёбу в Военную академию имени М. В. Фрунзе, после окончания которой с мая 1934 года служил на должностях помощника начальника штаба начальника штаба 243-го стрелкового полка (81-я стрелковая дивизия), в феврале 1935 года — на должность помощника начальника отдела боевой подготовки штаба Белорусского военного округа, в мае 1938 года — на должность помощника начальника штаба 5-го стрелкового корпуса, дислоцированного в Бобруйске, однако со следующего месяца служил на должностях помощника начальника и начальника 4-го отделения 1-го отдела Административно-Мобилизационного управления.
В феврале 1939 года назначен на должность заместителя начальника 2-го отдела Управления боевой подготовки Красной Армии, а в сентябре 1939 года — на должность начальника штаба 148-й стрелковой дивизии (Приволжский военный округ), дислоцированной в Энгельсе.

### Великая Отечественная война
26 июня 1941 года 148-я дивизия была направлена на Западный фронт, где была включена в состав 21-й армии, а со 2 июля принимала участие в боевых действиях в районе городов Чаусы и Кричев. 7 июля дивизия была включена в состав 45-го стрелкового корпуса и вскоре принимала участие в боевых действиях в ходе Смоленского сражения, во время которого в начале августа была окружена на реке Сож, из которого выходила по направлению на Шумячи. В сентябре вела боевые действия против 2-й танковой группы противника, а в начале октября — в ходе Орловско-Брянской оборонительной операции. После выхода из окружения дивизия 7 ноября была выведена в резерв Брянского фронта с целью пополнения, после чего с 12 ноября оборонялась у города Елец и в декабре приняла участие в боевых действиях в ходе Елецкой наступательной операции, во время которой были освобождены непосредственно сам Елец, а также Ливны. В период с 18 по 20 февраля 1942 года подполковник П. И. Касаткин исполнял должность командира дивизии.
В мае назначен на должность начальника отдела устройства оперативного тыла 13-й армии, а в июне — на должность заместителя командира 15-й стрелковой дивизии, которая вскоре принимала участие в оборонительных боевых действиях в ходе Воронежско-Ворошиловградской операции.
В ноябре 1942 года направлен на учёбу на ускоренный курс при Высшей военной академии имени К. Е. Ворошилова, после окончания которого в июне 1943 года назначен на должность заместителя командира 47-й гвардейской стрелковой дивизии, а уже 23 июня — на аналогичную должность в 58-й гвардейской стрелковой дивизии, которая вскоре приняла участие в Белгородско-Харьковской наступательной операции. 30 августа полковник П. И. Касаткин был снят с занимаемой должности и 26 октября назначен на должность начальника отдела организационно-учётного и укомплектования штаба 57-й армии, которая вела боевые действия на криворожском направлении, а с февраля 1944 года участвовала в ходе Березнеговато-Снигирёвской, Одесской и Ясско-Кишинёвской наступательных операций.
20 декабря 1944 года назначен на должность командира 61-й гвардейской стрелковой дивизии, которая вскоре принимала участие в боевых действиях в ходе Будапештской наступательной и Балатонской оборонительной операций. 16 марта 1945 года Касаткин был отстранён от занимаемой должности и назначен на должность заместителя командира 78-й стрелковой дивизии, которая вскоре принимала участие в ходе Венской наступательной операции.

### Послевоенная карьера
После окончания войны находился на прежней должности.
С августа 1945 года находился в резерве Ставки Верховного Главнокомандования с прикомандированием к Высшей военной академии имени К. Е. Ворошилова. В ноябре того же года направлен в Военную академию имени М. В. Фрунзе назначен на должность преподавателя кафедры общей тактики, в октябре 1946 года — на должность преподавателя по оперативно-тактической подготовке и тактического руководителя учебной группы основного факультета, в октябре 1949 года — на должность старшего преподавателя, а в августе 1953 года — на должность старшего тактического руководителя кафедры общей тактики.
Полковник Пётр Иванович Касаткин в декабре 1954 года вышел в запас.

## Награды
- Орден Ленина (21.02.1945);
- Два ордена Красного Знамени (03.11.1944, 15.11.1950);
- Орден Отечественной войны 2 степени (31.08.1944);
- Орден Красной Звезды (18.01.1942);
- Медали.